# Championnats d'Asie de VTT 2015
Navigation
Édition précédente Édition suivante
Les Championnats d'Asie de VTT 2015 ont lieu du 12 au 16 août 2015, à Malacca en Malaisie.

## Résultats

### Cross-country
| Épreuves       | Or                                                                                               | Argent                                                        | Bronze                                                                  |
| -------------- | ------------------------------------------------------------------------------------------------ | ------------------------------------------------------------- | ----------------------------------------------------------------------- |
| Hommes élites  | Kohei Yamamoto                                                                                   | Wang Zhen                                                     | Chun Hing Chan                                                          |
| Hommes juniors | Ryo Takeuchi                                                                                     | Ari Hirabayashi                                               | Masaki Yamada                                                           |
| Femmes élites  | Chengyuan Ren                                                                                    | Ling Yang                                                     | Wenjing Ren                                                             |
| Femmes juniors | Warinthorn Phetpraphan                                                                           | Ya Yu Tsai                                                    | Toshimi Sato                                                            |
| Relais mixte   | Thaïlande Patompob Phonarjthan Peerapol Chawchiangkwang Supaksorn Nuntana Warinthorn Phetpraphan | Japon Ari Hirabayashi Toshimi Sato Motoshi Kadota Mio Suemasa | Taipei chinois Chi Chin Li Ya Yu Tsai Ho Hsiung Huang Chiang Sheng Shan |

### Descente
| Épreuves | Or                  | Argent                | Bronze           |
| -------- | ------------------- | --------------------- | ---------------- |
| Hommes   | Chiang Sheng Shan   | Kazuki Shimizu        | Popo Ario Sejati |
| Femmes   | Vipavee Deekaballes | Sattayanun Abdulkaree | Thi Soan Quang   |

## Tableau des médailles
| Rang  | Nation         | Or | Argent | Bronze | Total |
| ----- | -------------- | -- | ------ | ------ | ----- |
| 1     | Thaïlande      | 3  | 1      | 0      | 4     |
| 2     | Japon          | 2  | 3      | 2      | 7     |
| 3     | Chine          | 1  | 2      | 1      | 4     |
| 4     | Taipei chinois | 1  | 1      | 1      | 3     |
| 5     | Hong Kong      | 0  | 0      | 1      | 1     |
| 5     | Indonésie      | 0  | 0      | 1      | 1     |
| 5     | Viêt Nam       | 0  | 0      | 1      | 1     |
| Total | Total          | 7  | 7      | 7      | 21    |